# Full Moon (Brandy-album)
A Full Moon című album Brandy amerikai énekesnő harmadik albuma. 2002-ben jelent meg. A dalok nagy részének Rodney Jerkins volt a producere.

## Felvételek
Brandy 2000 közepén kezdte meg a munkát harmadik stúdióalbumán Rodney Jerkins és munkatársai, köztük Fred Jerkins III, Nora Payne és LaShawn Daniels segítségével. Jerkins szerezte a dalok többségét és ő volt az executive producer is, de Keith Crouch, Mike City, Warryn Campbell és az énekesnő férje, Robert „Big Bert” Smith is közreműködött producerként. Készültek dalok Babyface, Soulshock & Karlin, a The Neptunes és Ja Rule segítségével is, de ezek végül nem kerültek fel az albumra.
Bár az énekesnő azt mondta, az album készítésénél főleg a technikai dolgokra, a hangzásvilágra összpontosítottak, a Full Moont egyben koncepcióalbumnak is tekinti, ami egy férfi-nő kapcsola kialakulását mutatja be. „Határozottan ez az album koncepciója: ahogy szerelmes leszek, aztán átélek egy viharosabb időszakot, végül a végén megtalálom azt, akivel tényleg együtt akarok lenni nagyszerű elképzelés és remek tapasztalat volt.” A MTV Newsnek adott interjújában azt mondta, azért adta az albumnak a Full Moon, azaz „Telihold” címet, mert „egy teljes kört bejárt” és „egésznek érzi magát”. „A zenében mindez tükröződik. Önéletrajzi ihletésű. Minden benne van, amit az elmúlt három évben átéltem.” Az albumot eredetileg 2001. november 20-án jelentették volna meg.

## Fogadtatása
Bár a Full Moon kapott egy Grammy-jelölést legjobb kortárs R&B-album kategóriában, kritikai fogadtatása vegyes volt. A legtöbb kritikus Michael Jackson 2001-ben megjelent, Invincible című albumához hasonlította, és dicsérték Brandy és Jerkins előretekintését és zenei érettségét, valamint az énekesnő hangjának fejlődését, a Rolling Stone Magazine szerint azonban a Full Moon „őrült, arctalan, ál-szexi R&B”, az AllMusic munkatársa, Andy Kellman szerint pedig az album „érettebb és konzisztensebb” ugyan, de „túl hosszú”. Az album a kedvezőtlen kritikák ellenére is világszerte sikeres lett, az USA-ban a Billboard Top R&B/Hip-Hop albumslágerlista élén és a Billboard 200 második helyén nyitott, az első héten több mint 155 000 példány kelt el belőle. Több mint egymillió példány kelt el belőle az USA-ban, így platinalemez minősítést kapott. Az USA-n kívül a legtöbb országan, ahol felkerült a slágerlistára, a top 20-ba került; Svájcban, Németországban, Kanadában és az Egyesült Királyságban a top 10-be.

## Számlista
| #                 | Cím                        | Szerzők                                                                      | Hossz |
| ----------------- | -------------------------- | ---------------------------------------------------------------------------- | ----- |
| 1.                | B-Rocka Intro              | Rodney Jerkins, Kenisha Pratt, LaShawn Daniels, Fred Jerkins III, Nora Payne | 1:19  |
| 2.                | Full Moon                  | Mike City                                                                    | 4:08  |
| 3.                | I Thought                  | R. Jerkins, F. Jerins, Daniels                                               | 4:29  |
| 4.                | When You Touch Me          | R. Jerkins, Pratt, Robert Smith, Payne                                       | 5:42  |
| 5.                | Like This                  | R. Jerkins, F. Jerkins, Daniels, Brandy Norwood                              | 4:32  |
| 6.                | All in Me                  | R. Jerkins, F. Jerkins, Daniels                                              | 4:00  |
| 7.                | Apart                      | Pratt, Keith Crouch                                                          | 4:27  |
| 8.                | Can We                     | R. Jerkins, Daniels, Alex Greggs                                             | 4:43  |
| 9.                | What About Us?             | R. Jerkins, Pratt, Daniels, Payne, Norwood                                   | 4:12  |
| 10.               | Anybody                    | R. Jerkins, F. Jerkins, Daniels, Pratt, Norwood                              | 4:50  |
| 11.               | Nothing                    | F. Jerkins, Pratt, Daniels                                                   | 4:48  |
| 12.               | It’s Not Worth It          | R. Jerkins, F. Jerkins, Daniels                                              | 4:23  |
| 13.               | He Is                      | Waryn Campbell Harold Lilly Jr., Norwood                                     | 4:21  |
| 14.               | Come a Little Closer       | Stuart Brawley, Jason Derlatha                                               | 4:32  |
| 15.               | Love Wouldn’t Count Me Out | F. Jerkins, Daniels, S. Johnson, Norwood                                     | 4:19  |
| 16.               | WOW                        | Smith, Norwood, Pratt, Payne, Daniels                                        | 4:12  |
| USA bónuszdal     |                            |                                                                              |       |
| 17.               | Die Without You            |                                                                              | 3:56  |
| Európai bónuszdal |                            |                                                                              |       |
| 17.               | Another Day in Paradise    | Phil Collins                                                                 | 4:12  |
| Japán bónuszdal   |                            |                                                                              |       |
| 17.               | Die Without You            |                                                                              | 3:56  |
| 18.               | I Wanna Fall in Love       |                                                                              | 3:52  |

## Kislemezek
- What About Us? (2002 február)
- Full Moon (2002 június)
- He Is (2002 szeptember)

## Közreműködők
| - Lori Andrews – húros hangszerek - Larry Gold – cselló - Edward Green – húros hangszerek - Gerald Heyward – dobok - Jubu – gitár - Michael Jackson – háttérvokálok - Suzie Katayama – karmester - Lila Kazakova – húros hangszerek - Kimbo – hegedű - Eugene Mechtovich – húros hangszerek - Patrick Morgan – húros hangszerek | - Michele Nardone – húros hangszerek - Isaac Phillips – gitár - Robin Ross – húros hangszerek - Marston Smith – húros hangszerek - Thomas Tally – húros hangszerek - Charles Veal, Jr. – húros hangszerek - Zheng Wang – húros hangszerek - Joe „Flip” Wilson – zongora - Tibor Zelig – húros hangszerek - Yihuaw Zhao – húros hangszerek |

### Produkció
- Executive producerek: Craig Kallmann, Brandy Norwood, Ron Shapiro
- Vocal producer: Brandy
- Vocal assistance: Ray-J, Joe Lewis Thomas, Michael Jackson
- Hangmérnökök: Jim Bottari, Stuart Brawley, Reginald Dozier, Jan Fairchild, Thor Laewe, Michael „Wolf” Reaves
- Hangmérnökasszisztensek: J.D. Andrew, Kenneth B. Hertz, Michael Huff,  Marc Stephen Lee, Steve Robillard, Javier Valverde
- Keverés: Jon Gass, Brad Gilderman, Manny Marroquin, Dave Pensado, Dexter Simmons
- Mastering: Tom Coyne
- A&R: Andrew Feigenbaum, Craig Kallman, Brandy Norwood
- Design: Thomas Bricker
- Művészeti tervezés: Thomas Bricker
- Fénykép: Marc Baptiste

## Helyezések
| Slágerlista (2002)                   | Adatok forrása                     | Legfelső helyezés | Minősítés    | Eladási adatok |
| ------------------------------------ | ---------------------------------- | ----------------- | ------------ | -------------- |
| USA Billboard 200                    | Billboard                          | 2                 | Platinalemez | 1 100 000+     |
| USA Billboard Top R&B/Hip-Hop Albums | Billboard                          | 1                 | Platinalemez | 1 100 000+     |
| USA Billboard Top Internet Albums    | Billboard                          | 2                 | Platinalemez | 1 100 000+     |
| Ausztrál albumslágerlista            | ARIA                               | 13                |              |                |
| Belga albumslágerlista               | Ultratop/Nielsen                   | 26                |              |                |
| Brit Top 75 album                    | BPI/The Official UK Charts Company | 9                 | Aranylemez   | 100 000+       |
| Francia albumslágerlista             | SNEP/IFOP                          | 12                |              |                |
| Holland albumslágerlista             | Nielsen                            | 23                |              |                |
| Japán albumslágerlista               | Oricon                             | 15                |              |                |
| Kanadai Top 50                       | CRIA/Nielsen SoundScan             | 8                 | Aranylemez   | 50 000+        |
| Német albumslágerlista               | Media Control                      | 8                 |              |                |
| Osztrák albumslágerlista             | Media Control                      | 54                |              |                |
| Norvég albumslágerlista              | VG Nett                            | 24                |              |                |
| Svájci albumslágerlista              | Media Control                      | 7                 |              |                |
| Svéd albumslágerlista                | GLF                                | 20                |              |                |
| Új-zélandi albumslágerlista          | RIANZ                              | 14                |              |                |